# 伯恩賽德鎮區 (愛荷華州韋伯斯特縣)
伯恩賽德鎮區（英語：Burnside Township）是位於美國愛荷華州韋伯斯特縣的一個行政鎮區。

## 地方資料
根據2010年美國人口普查的數據，伯恩賽德鎮區的面積為81.65平方千米，當中陸地面積為81.65平方千米，而水域面積為0.00平方千米。當地共有人口316人，而人口密度為每平方千米3.87人。